# Bradley Mazikou
Bradley Mazikou (Orléans, 2 giugno 1996) è un calciatore francese naturalizzato congolese (Repubblica del Congo), difensore del Servette.

## Palmarès

### Club

#### Competizioni nazionali
- Coppa di Bulgaria: 1

CSKA Sofia: 2020-2021
- Coppa Svizzera: 1

Servette: 2023-2024